# Serafino Vannutelli
Serafino Vannutelli (né le 26 novembre 1834 à Genazzano, dans la province de Rome, dans le Latium – mort le 19 août 1915) est un cardinal italien, frère de Vincenzo Vannutelli qui est fait cardinal deux ans après lui, en 1889.

## Biographie
Serafino Vannutelli nait à Genazzano, dans le Latium, où il commence ses études et obtint un diplôme en philosophie avant d'étudier la théologie à Rome, au Collegium Capranica. Il obtient le titre de iuris utriusque doctor, c'est-à-dire de docteur en droit civil et en droit canon. Il reçoit les ordres mineurs en 1857, est fait sous-diacre en 1859, diacre en 1860 et est ordonné prêtre la même année. Après avoir enseigné la théologie au Séminaire pontifical, il est secrétaire du nonce apostolique en Bavière. Il traverse l'océan pour devenir auditeur au Mexique, à la cour de Maximilien ; puis en 1869, il devient archevêque in partibus de Nicée et délégué apostolique pour l'Équateur, le Pérou, la Colombie et l'Amérique centrale. En 1875 il est nommé nonce apostolique à Bruxelles. Son séjour à Bruxelles se termine abruptement lorsque le gouvernement belge rompt les relations diplomatiques avec le Saint-Siège le 28 juin 1880. La même année, il devient nonce apostolique à Vienne.
Pendant les six premiers mois de 1893, il est archevêque de Bologne jusqu'à sa nomination comme Grand Pénitencier.
En 1887, il est créé cardinal-prêtre de S. Girolamo dei Croati degli Schiavoni. En 1888, il devient préfet de la Congrégation des Indulgences et des Reliques, cardinal-camerlingue en 1891, préfet de la Congrégation de l'Index en 1893 et secrétaire du Saint-Office en 1903. De 1899 jusqu'à sa mort en 1915, il est Grand pénitencier de la Pénitencerie apostolique.
Au conclave de 1903, lors duquel le cardinal Sarto devient le pape Pie X, le cardinal Serafino Vannutelli passe pour le candidat de la Triple-Alliance. Il est le frère aîné du cardinal Vincenzo Vannutelli.

## Succession apostolique
La succession apostolique est :
- Évêque Antonio Tomás Iturralde (1870)
- Évêque Jordan Ballsieper (de), Cong. Subl. O.S.B. (it) (1878)
- Cardinal Cölestin Josef Ganglbauer, O.S.B. (1881)
- Évêque Łukasz Solecki (pl) (1882)
- Évêque Mato Vodopić (de) (1882)
- Évêque Marijan Marković (de), O.F.M.Obs. (1884)
- Archevêque Wartan Estegar (de), C.A.M. (1884)
- Évêque Eugenio Carlo Valussi (it) (1886)
- Évêque Franz Maria Doppelbauer (de) (1889)
- Évêque Giosuè Bicchi (1893)
- Évêque Esteban Rojas Tobar (1895)
- Évêque Maximilian Gereon von Galen (de) (1895)
- Archevêque Orazio Mazzella (it) (1896)
- Cardinal Domenico Serafini, Cong. Subl. O.S.B. (it) (1900)
- Évêque Francesco Giacci (1900)
- Archevêque Raffaele Virili (1901)
- Archevêque Mattias Dvornik (1901)
- Évêque William Giles (1904)